# A magyar tánczene csillagai 2.
A A magyar tánczene csillagai 2. Kovács Kati huszonnegyedik albuma, mely válogatás a hatvanas, hetvenes években megjelent felvételekből. Először kazettán majd CD-n is megjelent. 
Egy öt kazettából álló csomagban jelent meg Máté Péter, Szécsi Pál, Korda György, Vámosi János és Záray Márta hasonló válogatásának társaságában.

## Dalok
1. Indián nyár (Africa)  4:03
2. Bolond az én szívem  2:44
3. Egy nyáron át  2:53
4. Az eső és én  5:05
5. A festő és a fecskék  3:50
6. Add már uram az esőt  2:54
7. A régi ház körül  4:30
8. Piedone  2:40
9. Átmentem a szivárvány alatt  4:26
10. Én sohasem búcsúzom  4:12
11. Hull a hó a kéklő hegyeken  5:24
12. Egy hamvas arcú kisgyerek  2:23
13. Mama Leone  4:18
14. Aki lép, az nem marad egy helyben  4:27
15. Mammy Blue  3:47
16. Úgy szeretném meghálálni  3:23
17. Elfutok  4:14
18. Találkozás egy régi szerelemmel  3:15
19. Most kéne abbahagyni  5:36
20. Búcsú